# Mélacturm

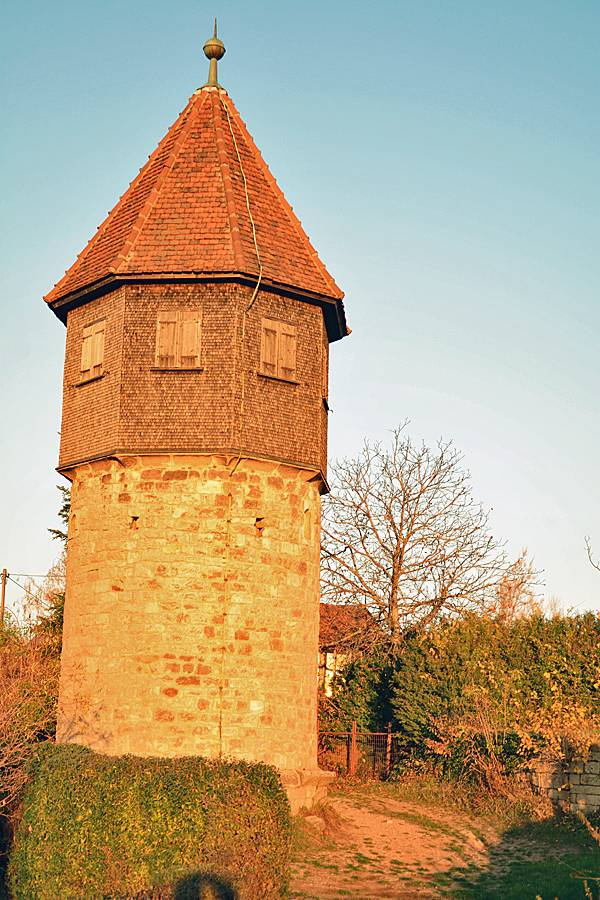
Mélacturm, November 2015

Der Mélac- oder Schlurgerturm auf dem Ailenberg bei Rüdern, Esslingen am Neckar, ist ein Turm aus dem 16. Jahrhundert.

## Geschichte
Der Esslinger Stadtamtmann Jos Burkhardt verfügte testamentarisch den Bau eines Turmes auf dem Ailenberg als „Lustheußlin“ und Zier der Stadt. Gebaut wurde der Turm im Jahr 1574 durch den Maurer Michael Fladenesser und den Zimmermann Jacob West. Vermutlich hatte an seiner Stelle ein älterer reichsstädtischer Wartturm gestanden, von dem aus die Stammburg der Württemberger auf dem Württemberg beobachtet werden konnte. Der Turm besteht aus drei Steingeschossen und einem oktogonalen Aufbau aus Holz unter einem Kegeldach.

## Mélacturm
Während des Pfälzischen Erbfolgekriegs wurde Esslingen kurzzeitig von französischen Truppen besetzt. Im 19. Jahrhundert bezogen patriotische, literarische Erzählungen den Turm in ihre fiktiven Bearbeitungen mit ein. So solle sich ein Mädchen bei diesem Turm mit dem Offizier Ezéchiel de Mélac zum Rendezvous getroffen und dadurch die Zerstörung der Stadt verhindert haben.

### Die Mélac-Sage im Wandel der Zeit

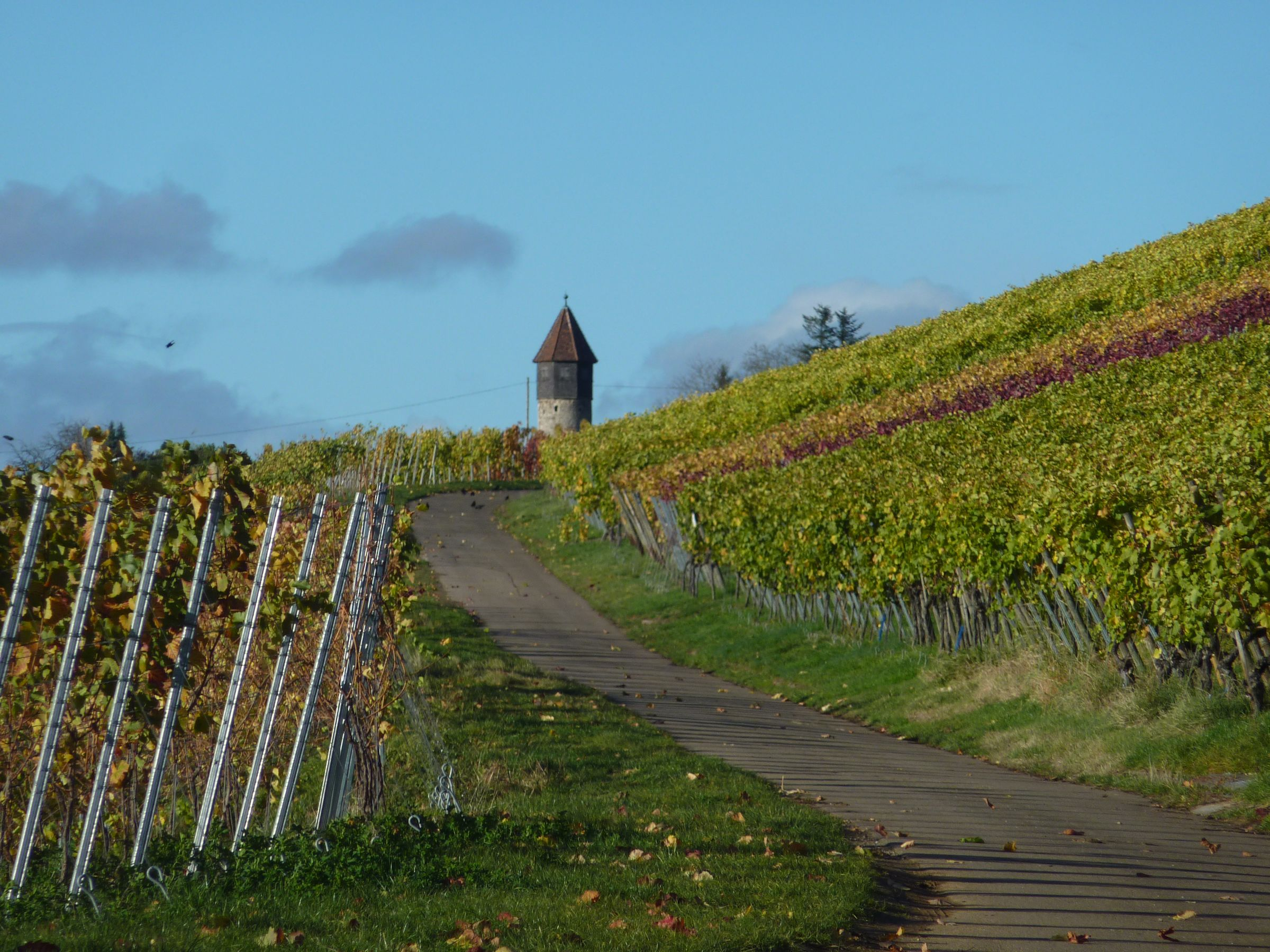
Blick zum Mélacturm von Osten

Die „Sage“ wandelte sich Laufe der Zeit. Laut Gunter E. Grimm wurde 1814 erzählt, Mélac habe den Zorn der Einwohner über das in Asche gelegte Zeughaus gefürchtet und seinen Wohnsitz deswegen auf die Esslinger Burg verlegt. Dort habe ihn eine Bürgerstochter im Mélac-Häuschen zu erstechen versucht, sie sei aber an dem Panzer gescheitert, den er unter seinen Kleidern getragen habe.
In einer Version von 1949 trägt dieses Mädchen auch einen Namen: Katharina sei die Tochter des Hochdorfer Pfarrers Jeremias Haug gewesen und habe bei einem Verwandten, dem Adlerwirt, gewohnt. Ausgerechnet im „Adler“ aber habe sich Mélac einquartiert und Gefallen an Katharina Haug gefunden. Diese habe sich mit ihm bei dem Turm verabredet und sei von ihm nach dem erfolglosen Mordversuch ihrerseits erdolcht worden. Aus Schrecken und Reue habe Mélac dann von der Einäscherung der Stadt abgesehen.
Grimm wählt diese beiden Versionen als Einleitung zu seiner Untersuchung des Sagenstoffes. Tatsächlich taucht das erste schriftliche Zeugnis der Sage aber schon 1790 im Schwäbischen Archiv auf. Auf dieser ersten schriftlichen Version basiert offenbar auch Eberhard Friedrich Hübners Lied Das Mädchen von Esslingen, das von Schubart vertont und 1791 bei einem Konzert im Esslinger Rathaus gesungen wurde. Hübners Lieder im Balladenstil leisten allerdings laut Rudolf Krauss „an Banalität das Möglichste und wirken, je grausigere Stoffe sie behandeln, desto komischer.“ Gustav Schwab schuf 1816 eine weitere schriftliche Version der Sage. „Das Eßlinger Mädchen“ zeugt von einer national-patriotischen Einstellung des Dichters, Mélac wird als Verkörperung welscher Lüsternheit dargestellt. Unter dem Pseudonym A. von Tromlitz schrieb August von Witzleben eine weitere Version der Sage in Novellenform nieder. Er nannte die Heldin Magdalene Hegelin und beschrieb Mélac als grausige Spukgestalt, die im „Schwarzen Adler“ einquartiert gewesen sei und Interesse für die Wirtstochter gefasst habe. Der Wirt habe Magdalene zwar im nahen Klarissinnenkloster und später in Stetten in Sicherheit gebracht, diese sei aber, als Mélac ihren Vater und die Stadt bedroht habe, freiwillig zurückgekehrt und habe sich mit dem Franzosen außerhalb der Stadt verabredet. Dort habe sie versucht, Mélac zu erstechen, was nicht geglückt sei. Mélac habe das Mädchen seinerseits erdolcht, sei dann aber von der Wilden Jagd verfolgt worden und schließlich an der Spitze des höllischen Zuges auf seinem Rappen entschwunden.
Grimm hält die verschiedenen Versionen der Sage für einen Versuch der Kompensation der erlittenen Demütigungen und materiellen Schäden, die mit der französischen Einquartierung unter Mélac einhergingen. Hermann Kurz hingegen sieht in der Sage eine Bearbeitung des biblischen Judith-und-Holofernes-Stoffes.

### Historischer Hintergrund

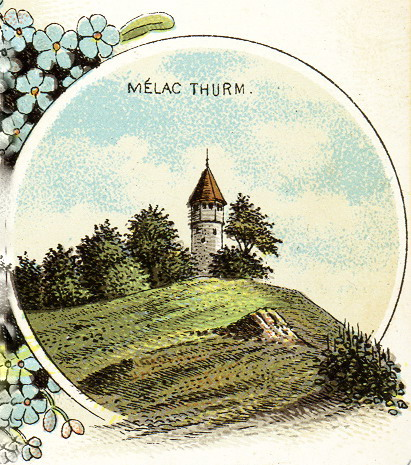
Der Mélacturm auf einer alten Ansichtskarte

Am 27. August 1689 reichte Pfarrer Haug ein Gesuch beim Rat der Stadt ein, den Wirt des „Goldenen Adlers“, Hans Michel Leonhardt Rutenberger, zur Zahlung von Alimenten zu verurteilen, da dieser beim Einfall der Franzosen das Mädchen nicht beschützt habe und seine Tochter Anna Catharina (1667–1743) deshalb von Mélac entjungfert und geschwängert worden sei. Anfang August 1690 starb das Kind Joseph Haug, das laut Pfarrer Haug aus dieser Vergewaltigung hervorgegangen war. 1691 wurde der Adlerwirt Witwer und am 12. Juli 1694 heiratete er Anna Catharina Haug, die daraufhin das Bürgerrecht erhielt. Schon im Oktober desselben Jahres wurde ein gemeinsamer Sohn Johann Wolfgang Friderich getauft. Spekulationen, schon Anna Catharina Haugs erster Sohn Joseph sei gar nicht von Mélac, sondern ebenfalls von Rutenberger gezeugt worden, wurden angestellt, konnten jedoch weder bewiesen noch widerlegt werden. Rutenberger starb im Jahr 1700; seine Witwe heiratete bald darauf wiederum einen Wirt, Johann Saz aus Straßburg.

## Schlurgerturm
Der zweite Name des Turmes, „Schlurgerturm“, könnte in loser Beziehung zu der Novellenversion der Mélacsage stehen. Der Weinberggeist Schlurker oder Schlurger meldet sich im Frühjahr mit Lärm und Rasseln, was eine gewisse Ähnlichkeit mit dem Zug der Wilden Jagd aufweist, die Witzleben in seine Novelle einbezieht. Das Erscheinen des Schlurgers soll auf ein gutes Weinjahr hindeuten.

## Der Turm in der jüngeren Literatur
Die Sagen um den Mélacturm wurden von Manfred J. Schmitz in seinem Werk Wer weiß, wie tief der Fluss unter der Brücke ist wieder aufgenommen.